# Arattana (administrativ by, lat 7,23, long 80,57)
Arattana är en administrativ by i Sri Lanka.   Den ligger i provinsen Centralprovinsen, i den centrala delen av landet, 90 km öster om huvudstaden Colombo.